# Prognathodes obliquus
Prognathodes obliquus là một loài cá biển thuộc chi Prognathodes trong họ Cá bướm. Loài này được mô tả lần đầu tiên vào năm 1980.

## Từ nguyên
Từ định danh obliquus trong tiếng Latinh có nghĩa là "xiên, chéo", hàm ý đề cập đến vùng trắng ở góc trên phía sau của loài cá này.

## Phạm vi phân bố và môi trường sống
P. obliquus là một loài đặc hữu của Brasil và chỉ được biết đến tại quần đảo São Pedro và São Paulo ở Trung Đại Tây Dương. Chúng sống trên các rạn viền bờ và vách đá, được tìm thấy ở độ sâu khoảng từ 40 đến ít nhất là 155 m, nhưng phổ biến nhất ở độ sâu khoảng 90–120 m.

## Mô tả
Chiều dài lớn nhất được ghi nhận ở P. obliquus là 15 cm. Cơ thể có màu nâu sẫm, ngoại trừ một vùng màu trắng từ toàn bộ vây lưng băng chéo xuống cuống đuôi và một phần sau của thân trên. Vây đuôi trong mờ, có màu trắng. Vảy đường bên có màu ánh bạc.

## Sinh thái học
Thức ăn của P. obliquus chủ yếu là giun nhiều tơ, động vật giáp xác, động vật hình rêu và lớp Thủy tức, chiếm một tỉ lệ khá nhỏ là san hô đen và hải miên. San hô đen thường được P. obliquus sử dụng làm nơi ẩn náu.

## Thương mại
P. obliquus đôi khi cũng được thu thập trong ngành thương mại cá cảnh và được bán với giá rất đắt.